# シベリウス博物館
シベリウス博物館（フィンランド語: Sibelius-museo、スウェーデン語: Sibeliusmuseum）は、フィンランドの作曲家ジャン・シベリウスにちなんで名づけられた音楽博物館。南西スオミ県、トゥルクの歴史的中心地区に位置するトゥルク大聖堂に近い場所にある。フィンランドの音楽を専門とする唯一の博物館である。博物館には世界中から集められた歴史的楽器が収蔵されており、文書保管庫には楽譜、原稿、録音、写真、コンサートプログラム等の文書が収められている。博物館の起こりはまず1920年代に設置されたオーボ・アカデミー大学音楽学部のセミナーであり、これが後に独立した学部へと発展する。現在、博物館の管理と資金提供はオーボ・アカデミー財団が担っている。現在の建物は建築家のヴォルデマル・ベックマンの設計で、1968年に完成し同年のうちに開館を迎えている。

## 概要

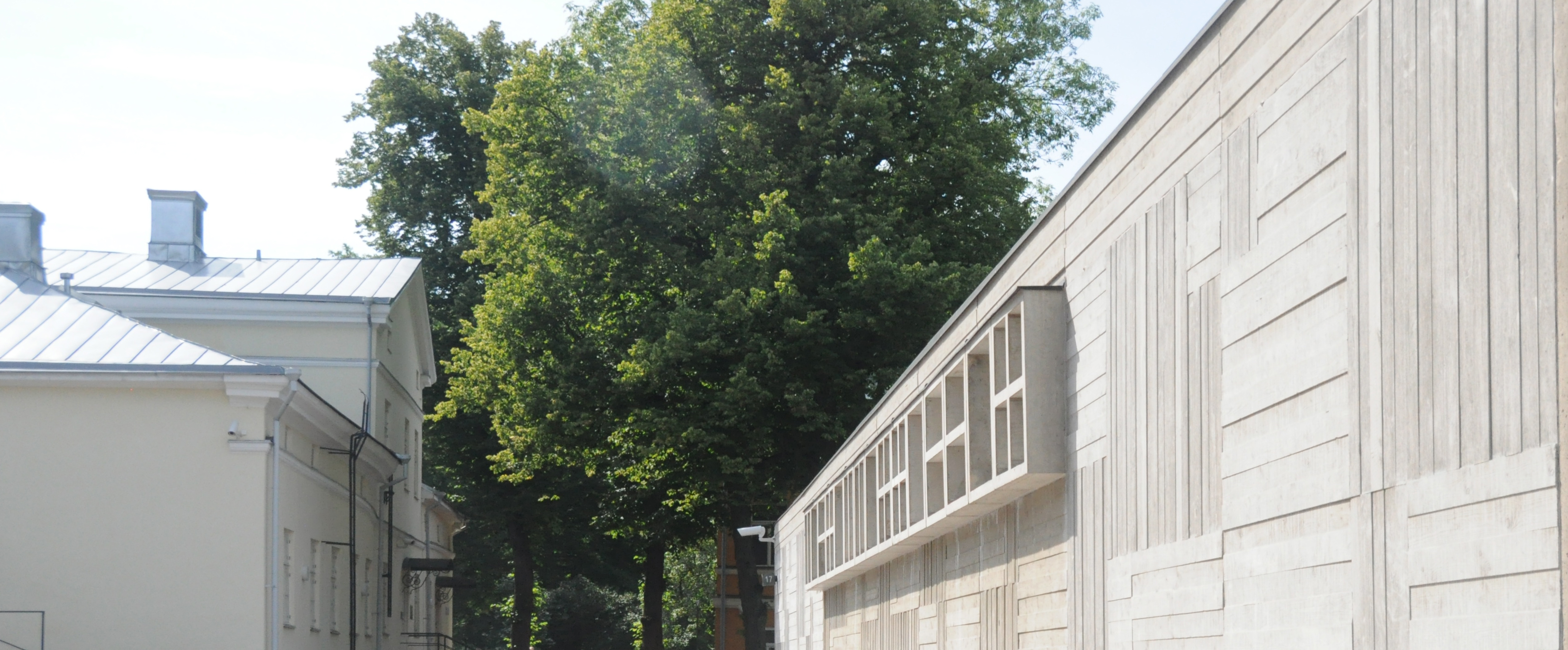
正面の細部

博物館は2つの常設展、楽器コレクションとシベリウスに関する展示から構成される。楽器コレクションは館のコンサートホールであるシベリウス・ホールを囲むように配置され、下へ向かって2階へと続いている。シベリウスに関する展示はチケット売り場から見える一番左側で行われている。また、博物館では主題別の展示も催されている。2018年の展示は「Sibbe50」と「博士へ贈るカンタータ - 大学の式典音楽」だった。「Sibbe50」はヴォルデマル・ベックマンの建築と博物館の建築50周年を祝うものだった。「大学の式典音楽」ではフィンランドの大学での授与式において演奏される音楽が取り上げられた。
博物館では館内コンサートを実施しており、中でも特筆されるのは1968年から開催されている館主催のコンサートシリーズである水曜日のシリーズである。この他にも館では演奏会が開催されている。プログラムは出演者によって変わるが、多くの場合はジャズ、民謡、クラシックの室内楽に焦点を当てたものとなっている。
博物館が保管する文書はオーボ・アカデミー大学音楽学部教授であったオットー・アンデションのコレクションまで遡る。文書類には草稿、写真、録音などフィンランドの音楽界を様々な方面から資料が集められている。また、文書類には特別な収集品がいくつか存在しており、シベリウスに関する広範な収蔵品、オットー・アンデションによる収集保管品、トゥルク音楽協会のアーカイヴなどがそれにあたる。
展示会や保管文書に加え、博物館には講堂や講義室が備えられいる。オーボ・アカデミー大学の学生合唱団、ブラーヘ・イェークナルとフローラケーレンにそれぞれちなんで名づけられたブラーヘとフローラと呼ばれる講堂が一例である。

## 沿革

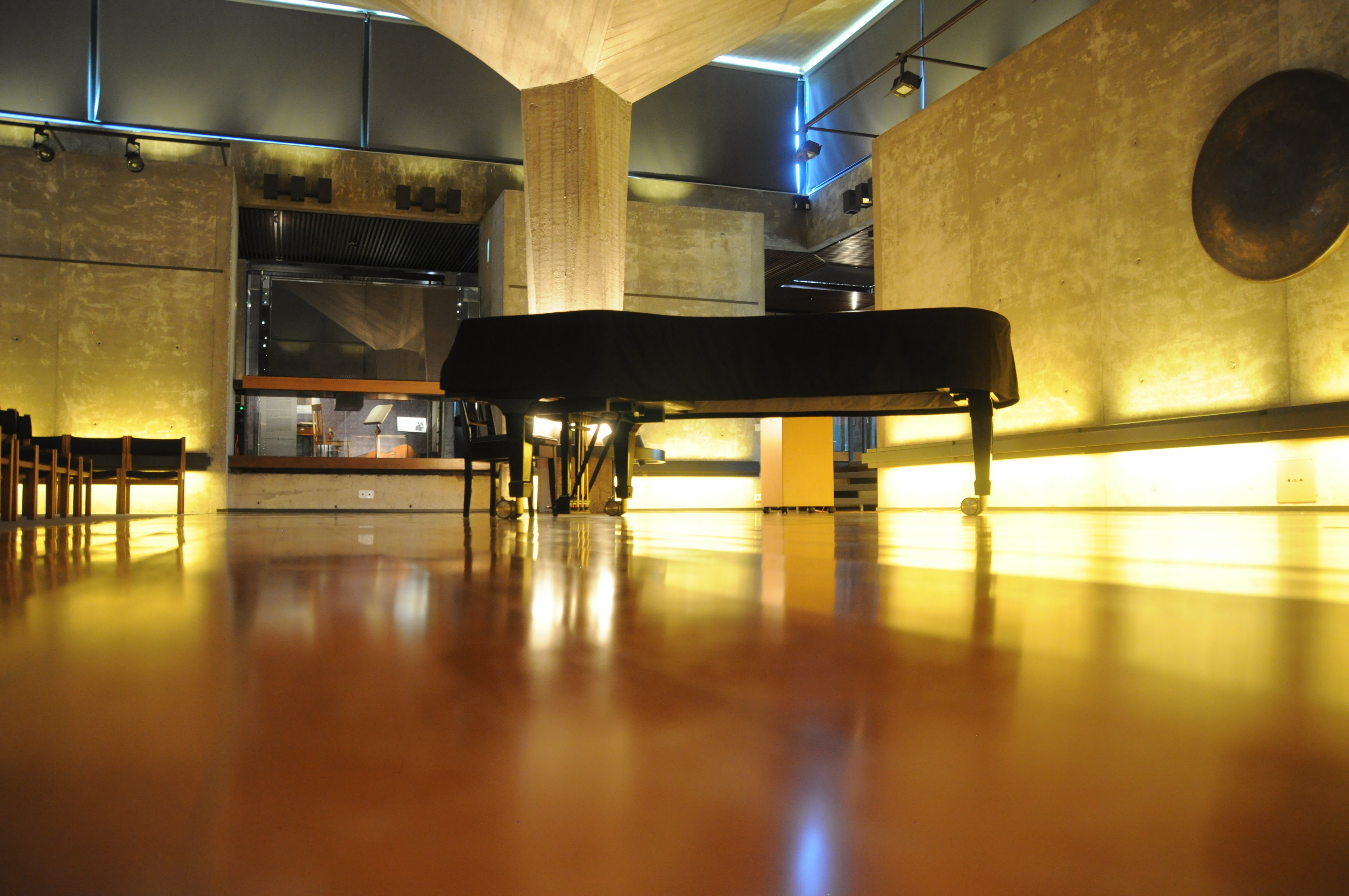
シベリウス・ホールに置かれたグランドピアノ

### 建設前
シベリウス博物館の建設地にはもともとトゥルク・ロイヤル・アカデミーの植物園があった。これはカール・フォン・リンネの弟子であったペール・カルムが1757年に開いたものである。彼は園内に北アメリカやロシアを旅して持ち帰った植物を植えていたが、1827年のトゥルク大火を逃れたのは唯一オークの樹のみであった。この樹は現在もアウラ川の岸と博物館の建屋の間に立っている。大火の後、1831年に印刷業を営むクリスティアン・ルードヴィグ・イェルトが植物園跡地を買い取り、この区画に数件の木造の家を建てた。

### オーボ・アカデミー大学
1923年、エレンとマグヌス・ダールストレームが遺言により植物園の土地をオーボ・アカデミー大学へと寄付した。1930年代には植物園を元の状態に復元しようという試みが行われ、ユストゥス・モンテル（Justus Montell）が自らのコレクションをカルムの時代から残るオークの樹の隣に植えようとした。彼が1954年にこの世を去って試みは途絶えたが、これによって園は荒廃してイェルトが建てた家も取り壊されることになった。

### オットー・アンデション

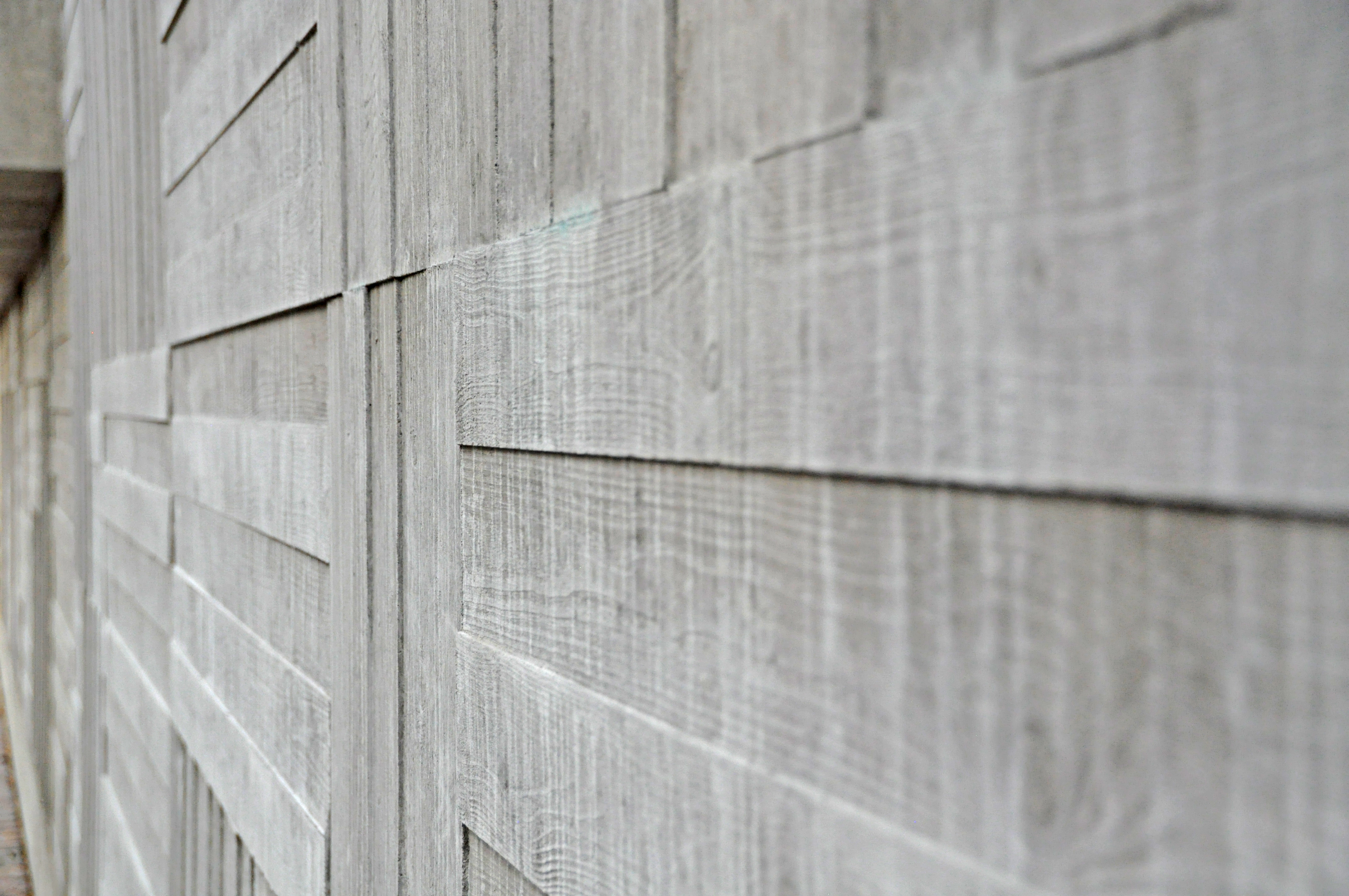
外壁を近くから眺める

オットー・アンデションが創設間もないオーボ・アカデミー大学の音楽学・民謡学部の教授職に任用された1926年には、歴史的音楽博物館にふさわしい基礎は出来上がっていた。船主のロベルト・マットソンが寄付した資金により、教授職を設けることとコレクションとセミナーのための備品購入費を賄うことができた。また、ロベルトの息子のクルトも世界中から収集した楽器をアンデションへ無償で提供していた。しかし、コレクションが当初意図していたのは可能な限り規模の大きな蔵書を備える音楽学部のセミナーを作り上げることだった。

### 命名
1949年以前には博物館には正式な名前がなく、単に「オーボ・アカデミー大学の歴史的音楽コレクション」として知られていた。1940年代の後半に作曲家のジャン・シベリウスに関する展覧会が開催され、楽譜から書簡、草稿に至るまで様々な品物が展示された。一部の報道陣が展覧会を「シベリウス博物館」と誤って呼んだことにより、アンデションと大学の楽長であったG.O.ローセンクヴィストの間で論争が生じる。展示会に関するこれ以上の混乱を避けるべく、アンデションはシベリウスに手紙をしたため公式に彼の名前を使用したいと正式な許可を願い出た。シベリウスは1949年1月16日付けの書簡にて次のような言葉で応じている。
オーボ・アカデミーの学校の歴史的音楽コレクションが「シベリウス博物館」という名前を冠することにつき、多大な喜びをもって同意いたします。わが人生とわが芸術に対して貴方がいつも示してくださる親しみのこもった関心に深謝いたしております。ここから特別なものを追ってきて、そうしてオーボ・アカデミー大学は現在最大のコレクションを擁しているのです。ですので、これをお受けすることは誇りであり喜びです。—Jean Sibelius
改名後、博物館は建物内にはじめて定位置を割り振られた。現在レストランHus Lindmanとして営業している場所である。ピースパンカトゥ15の区画にあったシベリウス博物館は7つの部屋を使用し、コレクションや管理部門の居室としていた。また、アンデションが1950年代にアメリカへ渡って集めるなどしたことで、新規の収蔵品も増加していた。この建物で年単位の運営を続けるのは長過ぎて難しいことがわかり、博物館専用の建物の建設が望まれるようになった。

### 現在の建物の設計
1950年代の終わりに差し掛かり、トゥルク市とオーボ・アカデミー大学の間でジャン・シベリウスとヴァイノ・アールトネンの合同博物館を建設する計画について数回の議論が交わされた。構想ではカルムの時代からの植物園の場所を博物館の本拠地と使用する案が押し出された。しかしながら、合同計画は頓挫してシベリウス博物館の建設計画のみが進められることになった。こうした状況にもかかわらず、トゥルク市は引き続き計画に予算を付けていた。1960年代に入って建築家のヴォルデマル・ベックマンがオーボ・アカデミー大学の博物館用建屋の設計を任されることになる。彼のはじめの計画では大学の合唱活動のために独立の棟を建てることになっていた。案の最終化の前、1963年と1966年に調査が実施され、その結果に基づいて別の棟を建てる案は棄てて主となる建物のみに専念することになった。1966年の秋に最終案が完成して翌年の着工となった。建屋は1968年2月に落成し、同年のうちに使用が開始された。

## 意匠

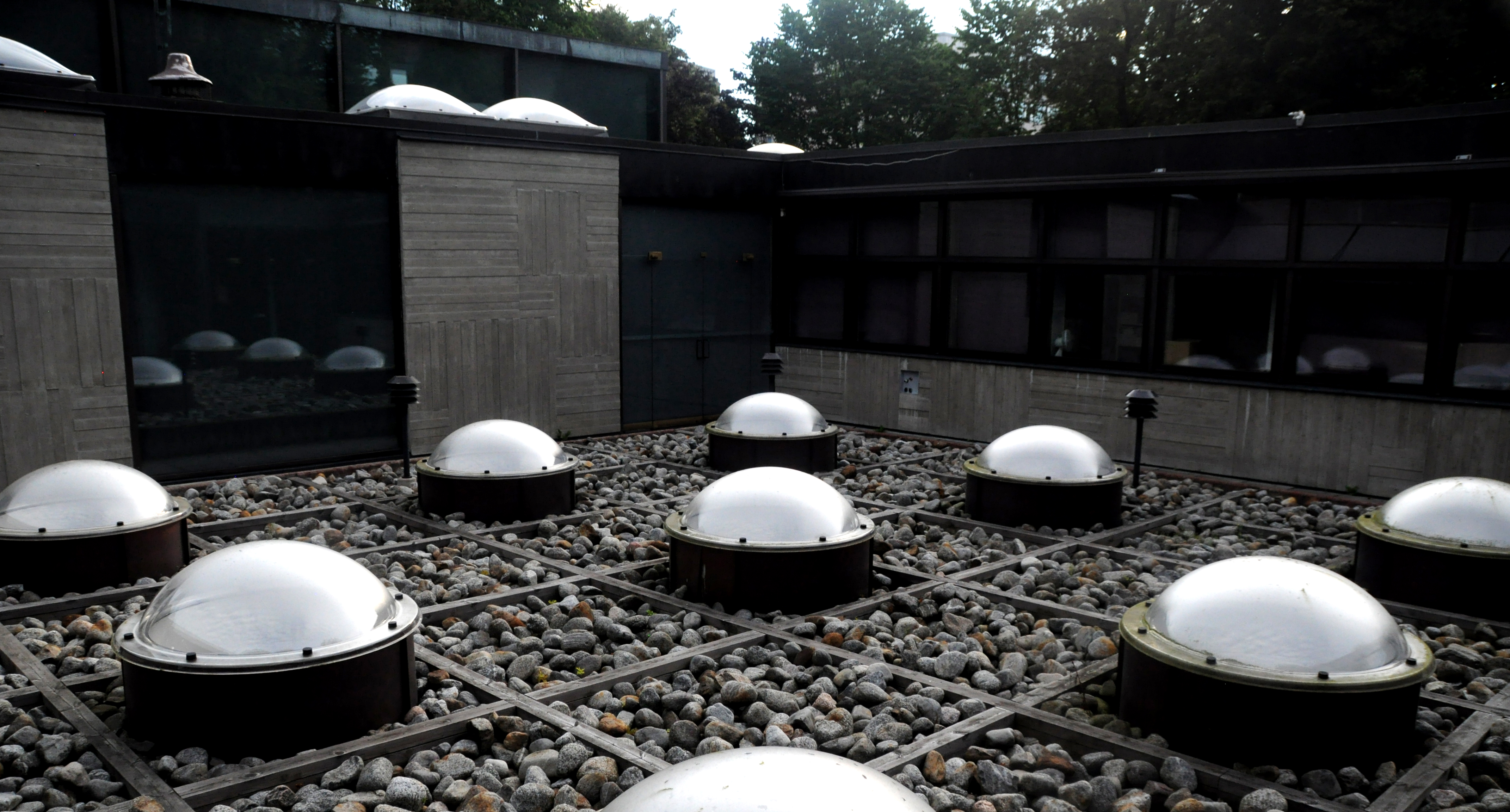
中庭の様子

建物はブルータリズムのコンクリート建築の特筆すべき例となっている。一方でベックマンのそれまでの建築はオーボ・アカデミー大学図書館の増築部に最も顕著であるように、より古典的な現代的様式をとっていた。外壁は組み立てられたコンクリートの面に材木による型枠の木目が見えるようになっていることで名高い。内装ではとりわけ大きな曲面を描く放物線状の骨組みに特徴があり、同時代のメキシコの建築家フェリックス・キャンデラから影響を受けているといわれる。建物の中央は中庭となっており、かつては著名なフィンランドの造園家であるMaj-Lis Rosenbröijerが設計した庭となっていたが、現在では廃止されている。